# Floyd Bennett Field

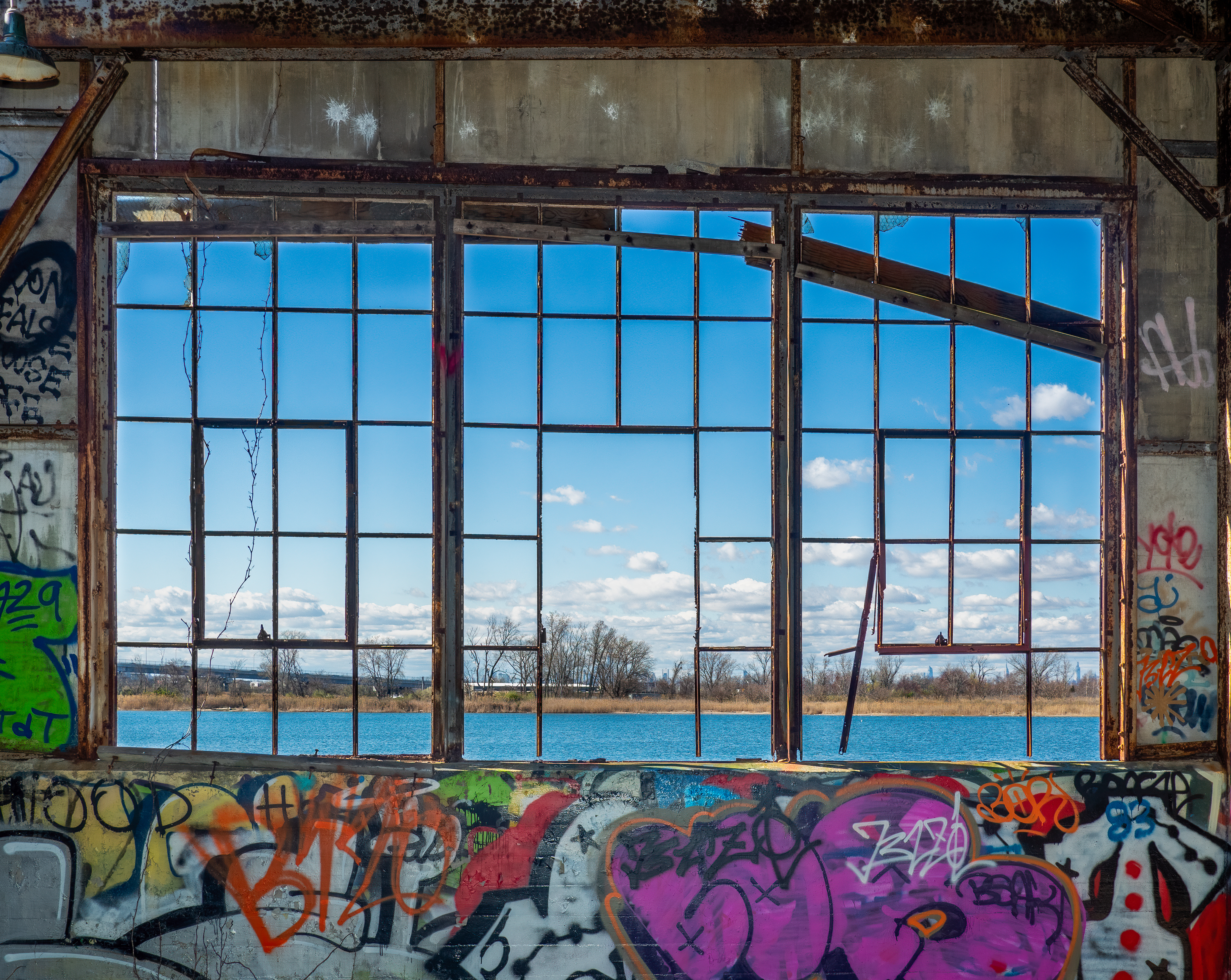
À travers une fenêtre d'un bâtiment abandonné de Floyd Bennett Field. Avril 2020.

Floyd Bennett Field fut le premier aéroport municipal de la ville de New York, devenu ensuite une base aéronavale, et maintenant un parc. Il n'est plus utilisé comme un terrain d'aviation commerciale ni militaire. Il est encore utilisé comme une base d'hélicoptères par le New York City Police Department (NYPD).

## Présentation
Situé au sud-est de l'arrondissement de Brooklyn, le domaine a été créé en reliant Barren Island et un certain nombre de petites îles du marais vers le continent. L'aéroport a été nommé d'après le célèbre aviateur Floyd Bennett, résident de Brooklyn au moment de sa mort.
L'aéroport a été inauguré le 26 juin 1930 et ouvert officiellement le 23 mai 1931. Le code d'identification IATA de l'aéroport et de la FAA était NOP quand ce fut une base aéronavale opérationnelle et plus tard une station aérienne de la garde côtière. Le Numéro d'emplacement FAA NY22  est désormais utilisé pour l'héliport opéré par le NYPD.
Depuis 1972, Floyd Bennett Field fait partie du Gateway National Recreation Area, géré par le National Park Service.